# Gösta Hultqvist
Lars Gösta Hultqvist, född 27 mars 1917 i Eksjö, Jönköpings län, död 25 mars 2005 i Oscars församling, Stockholm, var en svensk jurist och ämbetsman.
Hultqvist avlade juris kandidatexamen vid Uppsala universitet 1941. Efter tingstjänstgöring 1941–1944 var han främst verksam inom skatterättens område. Han blev han länsbokhållare i Jönköpings län 1944, taxeringsinspektör 1946, förste taxeringsinspektör i Västernorrlands län 1952, länsassessor 1955, förste assessor vid Överståthållarämbetets skatteavdelning 1958 och förste taxeringsintendent vid Överståthållarämbetet 1959. Hultqvist var sakkunnig i Finansdepartementets statssekreteraravdelning 1956–1958. Han var landskamrerare i Uppsala län 1965–1967, blev landskamrerare i Stockholms län 1968 och utnämndes till länsråd 1971. Hultqvist utnämndes till regeringsråd 1973. Han gick i pension 1984.
Hultqvist hade en rad andra uppdrag som föreståndare för Länsstyrelsernas utbildningsnämnds kursverksamhet 1958–1962, ledamot i dubbelbeskattningssakkunniga 1959–1963, Länsstyrelsernas antagningsnämnd 1959–1971 och i Länsstyrelsernas utbildningsnämnd 1962–1971. Han var ordförande i Mellankommunala prövningsnämnden 1965–1971, Mellankommunala skatterätten 1971–1973 och Kupongskattenämnden 1968–1970 samt vice ordförande i Riksskatteverkets nämnd för rättsärenden 1971–1973.

## Utmärkelser
- Riddare av Nordstjärneorden 1962[2]
- Kommendör av Nordstjärneorden 1971[3]